# Боровци
Боро̀вци е село в Северозападна България. То се намира в община Берковица, област Монтана.

## География
Боровци е разположено на 11 km на югозапад от областния център Монтана и на 11 km на североизток от общинския център Берковица. Има гара по жп линията Бойчиновци – Берковица.

## История
През 2011 г. село Боровци печели конкурс за най-чисто населено място на територията на община Берковица.
Същата година в Боровци е отворен учебен център за временно настаняване и обучение на младежи, напускащи социалните институции с капацитет за 45 души. За период от 12 до 18 месеца те ще могат да получат разнообразно обучение, включващо английски език, компютърна грамотност и шофьорски курсове.

## Ежегодни събития
Традиция на село Боровци е първоянуарския футболен двубой – дерби, на отборите „Горен край“ и „Долен край“. Традицията не се нарушава при никакви пречки, относно метеорологичните условия.

## Културни и природни забележителности
Хора и кадри от селото са включени във филма на Йордан Радичков – Горещо пладне (1966 г.)
Черквата в селото е посветена на Света Троица.